# Mezzoforte

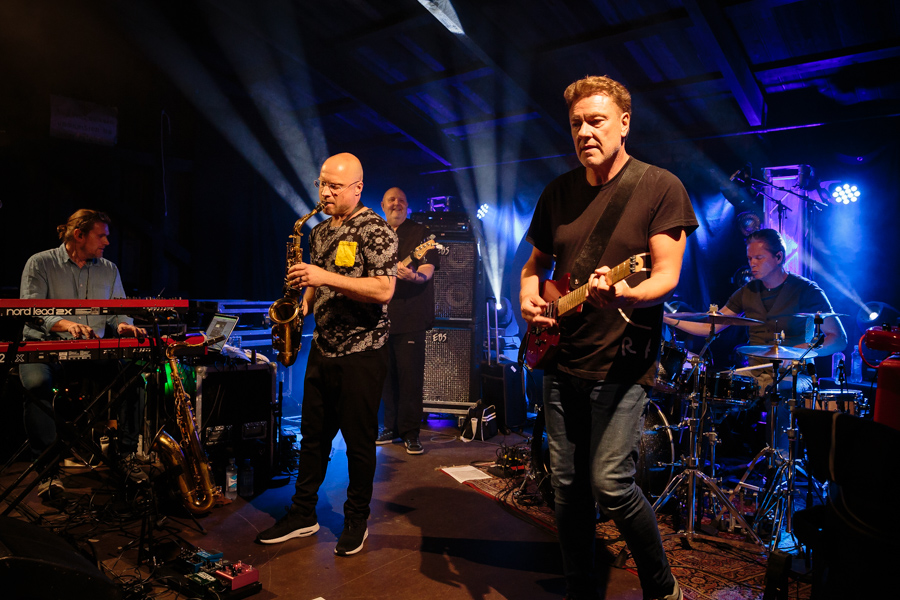
Mezzoforte (2017)

Mezzoforte (Мецофорте) — музичний гурт з Ісландії. Виник 1977 року як студентський колектив, що виконував музику в стилі джаз-рок. Назва походить від музичного терміна мецо-форте (італ. mezzo-forte).

## Учасники
Первинний склад
- Ейтор Ґуннарссон (Eyþór Gunnarsson) — клавішні
- Йоганн Асмундссон (Jóhann Ásmundsson) — бас-гітара
- Ґуннлауґур Бріем (Gunnlaugur Briem (Gulli)) — ударні
- Фрідрік Карлссон (Friðrik Karlsson (Frissi)) — гітара

Інші учасники, теперішні та колишні
- Оскар Ґудйонссон (Óskar Guðjónsson) — саксофони (1996—2003, з 2005)
- Бруно Мюллер (Bruno Mueller) — гітара (з 2005)
- Себастіан Студніцкі (Sebastian Studnitzky) — труба та клавішні (з 2005)
- Томас Даяні (Thomas Dyani) — перкусія (з 2004)
- Б'єрн Тораренсен (Björn Thorarensen) — синтезатор (1980—1982)
- Крістінн Сваварссон (Kristinn Svavarsson) — саксофон (1982—1985)
- Давід О'Гіґґінс (David O'Higgins) — саксофон (1985—1989, 2002—2004)
- Єрен де Рійк (Jeroen De Rijk) — перкусія (1984—1986)
- Стаффан Вільям-Олссон (Staffan William-Olsson) — гітара (2003—2004)
- Йоел Палссон (Joel Palsson) — саксофон (2003)
- Ґудмундур Петурссон (Guðmundur Pétursson) — гітара (2003)

## Дискографія
- Mezzoforte (1979)
- I Hakanum (1980)
- Thvilikt og annad eins (1982)
- Surprise Surprise (1982)
- Observations (1984)
- Rising (1984)
- No Limits (1986)
- Playing for Time (1989)
- Daybreak (1993)
- Monkey Fields (1996)
- Forward Motion (2004)
- Live In Reykjavik (2007)
- Volcanic (2010)
- Islands (2012)